# March 761
O  761/761B  é o modelo da March nas temporadas de 1976 e 1977 da F1. Foi guiado por Vittorio Brambilla, Lella Lombardi, Hans Joachim Stuck, Ronnie Peterson, Arturo Merzario, Henri Pescarolo, Karl Oppitzhauser, Jean-Pierre Jabouille, Brian Henton, Boy Hayje, Bernard de Dryver, Mikko Kozarowitsky, Michael Bleekemolen, Brett Lunger, Patrick Neve, Andy Sutcliffe, Alex Ribeiro e Ian Scheckter.